# デジタル所さん
『デジタル所さん Mr.Digital Tokoro』（デジタルところさん）は、2000年10月3日から2001年9月29日まで、日本テレビ系列で放送されたテレビアニメ。放送時間は火曜（月曜深夜）から金曜（木曜深夜）が0時45分から0時50分、土曜（金曜深夜）が1時15分から1時20分。全245回。
テレビ東京系列以外では、史上初めて全ての系列局で放送された深夜アニメである（30分作品としては関西テレビ制作・フジテレビ系列で放映された『ギルガメッシュ』が史上初、同じく日本テレビ系列の作品としては『NANA』が初）。 

## 概要
全編CGで描写されている。
アニメーション制作は株式会社ポリゴン・ピクチュアズ（みんなのうたで放送された所ジョージの「歩いてみっか!」のアニメーション制作と同じ）。原作・監督は今吉将之。音楽は、番組前期が井上鑑（当時、所ジョージの曲のアレンジをしていた）、番組後期が大谷幸。
スポンサーは日替わりで不規則である。日本リーバ（現:ユニリーバ・ジャパン）は殆どの回でスポンサーとなっている。また、所が当時CMに出演していたブリヂストンも日替わりスポンサーの中の一社だったが、アメリカ・ファイアストンの工場火災事故により一時期スポンサー自粛でCM差し替えとなったり、またある時はスポンサー無しで放送されていた。
2001年9月12日未明（11日深夜）放送予定分だった、#232「占いの館 その3」は、アメリカ同時多発テロ事件の報道特別番組より放送休止となる。翌日の放送では、予定通りの#233を放送した。よって、#232は#235終了後に放送されたが、関東地区以外ではVHS・DVD等でしか見ることができない。
衛星放送のアニメ専門チャンネル・アニマックスにおいて、ゴールデン枠の番組に繋ぎで放送されていたこともある。
アニメ放送後には、NECのCMキャラクターとしても起用された。
番組の最後に所による一言があったが、#236『レジェンド その1』から手書きタッチになり、最終回では正規のテロップで「長い間ご迷惑をおかけしました」だった。

## 登場人物
ナレーションは鈴木史朗が担当。全てのキャラクターの共通点として、頭部が蓋のように開閉できる。

### 所家
GEORGE TOKORO
声 - 所ジョージ
物語の主人公にして、モデルは所ジョージそのままのキャラ。性格至って温厚。IQは175。
車とゴルフが大好きで、度々車のために家の金を持ち出して奥様と騒動になったりする。自称天才発明家で、アンドロイドであるメカトコロやタイムマシーンを発明したりするが、目的は「世界征服をして働かずに一生過ごす」「未来の自分に金を借りに行く」であり、ろくな使い道をしないという天才なのかバカなのか分からない。そのことでインディから馬鹿にされている。座右の銘は「仕事したくない」。
金にもがめつく、ガソリンスタンドにて銀行で盗まれた大金を自分のものにしようとしたり、ネッシーをネタに大儲けしようとしたりした。
後半は自ら正義の味方「ジョージマン」と称して悪と戦うことを誓うが、主に家族や公共に迷惑をかけてばかりで、最終的には警察に捕まる始末。
満福商事が出す満福印のお菓子も大好きで、「満福テレフォンショッピング」の司会を務めるが、実際の番組の趣旨は売れ残りの満福印の商品を売り尽くすことであるが、その直後にインディによって買い占められるという皮肉な結果となる。その後は後記の満福太郎の正体を知り敵対しているがご近所付き合いはよい。
最終週は所さんの家に持ち込んだ大量の花火が原因で家が大火事になり大火傷を負うがDr.マーブルに助けられて生還した。
回想シーンに登場する保健所の人などの男性モブキャラは所さんのモデルを流用している。
INDY-the dog
声 - 岩田光央
所さんの愛犬で、もう一人の主人公。性格は至ってバカ。IQは12。所が飼っていた同名の愛犬のハスキー犬がモデル。
犬のくせにドッグフードを嫌い、2足歩行で歩くついでに「ニャッ」と鳴く珍物。普段はカタカナ文字を書いたプラカードで会話をするが、我慢できなくなると流暢な日本語を喋り、所さんの事を「トコジョー」と呼ぶ。
上記の通りIQ12のバカとされているが、下記のタバコや自分専用の金庫などの内容に加えて、人間の言語を理解したり、マシンを乗りこなしたり、様々な機械を扱ったりと知力が高いどころの話ではなく、ついでにお菓子やカレーライスなど人間の食べ物を当たり前のように食している。
排泄時には気を集中するために瓦を頭から出して手刀で一枚割って出しているが、出す量が凄まじい。かなりのヘビースモーカーでもあり、所さんのタバコを5本まとめて同時に吸っている。
所さんが自分用に買って来たお菓子を、自分専用の金庫（犬なので指紋認証ならぬ足型認証と暗証番号入力による二重キー）へ入れてしまうなど悪戯もするが、所さんとは良きコンビである。時々登場するTVとの相性も抜群で、マシンに乗って一緒に暴れ回ったりしている。
好物は満福チョコバーで、一度「満福テレフォンショッピング」で売っていた賞味期限ギリギリの満福チョコバーを注文するほど好き。また、チョコバーの中でもレア物の「プレミアム七色バー」を巡って所さんと追いかけっこをしたこともある。「満福マシュマロ」というお菓子も好み、これを食べることで「ハイパーインディ」と変身する。満福チョコ以外のお菓子の好物は「ゴールデンバット」。
最終週は家が大火事になるが、家族の中では火傷は少なく煙が入らないところに避難していた。
FUMIKO TOKORO
声 - 佐久間レイ
所さんの愛人で、通称「奥様」と呼ばれる、性格は至って狂暴。血液型はたぶんA型。普段は胸元を出し、ホットパンツをはいている。3サイズは90・58・88。
頭の中には所さん同様ミニ奥様が生息しており、頭のダイナマイトに着火され、その爆発的怒りが頂点に達すことから「ダイナマイト奥様」という異名を持つ。ミニ奥様の性能は有能で、ミニ所さんが5体に対してミニ奥様は1体だが、様々な機会を使いこなしたり、設備もかなりハイテクである。
奥様自身の戦闘力も凄まじく、番組では途中から圧倒的な「一家の番長」として通っており、かなりの馬鹿力と走って車に追いつくほどの走力を持つ暴れん坊将軍で、目からレーザー、口からは破壊光線をなどを吐く他、ゴキブリが現れた際はヌンチャクや徒手などで(何故か所さんとインディ共々)撃退している。
モデルは所の妻で所の事務所社長である芳賀文子なのだが、本人とはかけ離れた外国人のような風貌をしている。番組では「ふみこ」という名前で呼ばれることはなく、一貫して「おくさま」で通っていた。
趣味はヌンチャク（を使うこと）で、その間にダジャレをかます。食事も作るらしいが、作る時間が「3時間・5時間・10時間・15時間」と掛かり過ぎる。
夫の所さんが勝手に車を購入することが許せない。長編では所さんの貯金の使い込みによってトイレットペーパーも買えなくなってしまったが、奥様の「愛の積み立て貯金」を解約して難を逃れた。所さんとは学生時代から相思相愛であったことがうかがえるやり取りがある。
最終週では満福太郎と幼馴染で、子どもの頃に満福太郎によってチョコの万引き犯にされてしまうエピソードが語られたが、おくさまは許しており、満福太郎は世界征服をたくらむ「Dr.マーブル」としてなかなか謝ることができなかった。その後、所家が火事になり大火傷を負うがDr.マーブルに最後に助けられ「ゴメンネ」の手紙が付いたゴールドチョコバーを渡されて生還した。
女性モブキャラは奥様のモデルを流用している。
TV-the cat
声 - 立木文彦
性格至ってボケ。所家のペットのベンガル山猫。性別は多分オス。IQは21。時々登場する猫で、インディとの相性は抜群。
インディと同じく二足歩行で歩き、お菓子が大好きで、口癖は「マオ」と鳴く珍物。
上記の通りIQ21のボケとされているが、ずる賢さはインディ以上で、万引き癖があり、所さんとインディが就寝後に室内に設置したセキュリティーシステムを、潜り抜けて金庫内のお菓子をネコババしたりする。時々しか登場しないが、所さんとインディと一緒にいることが多く、中でもインディとは共にマシンに乗って一緒に暴れ回ったりしている。
最終週は家が大火事になるがインディ同様家族の中では火傷は少なく煙が入らないところに避難していた。
OKOCHAMA No.1、No.2
声 - 愛河里花子
所さんとおくさまの子供たち。顔は奥様と瓜二つ。二人とも高級思考で生意気だが、バレンタインの日には所さんにチョコを送るという父親想いの一面もある。ポニーテールの長女は小学4年生、ツインテールの次女は小学2年生。所さんが牢屋にいたエピソード時に所さんに似顔絵を送ったが、その絵には「ダメ人間」と書かれていた。
クローン所
所さんが仕事をしたくないという理由で開発したクローン所さん。外見はNHK「みんなのうた」に登場した黒髪の姿。IQは62。
最初は体の胴が長すぎて失敗に終わり、その後は成功するも1体と本物が互いに仕事を押しつけ合う。更にその後は5体に増えるもやる気の無さは相変わらずで、最後は機械のレバーが折れて制御不能により大量のクローン所を出す結果に終わり、遂に「私はもう真面目に働くよ」と心が折れた。
メカトコロ
所さんが発明したアンドロイド。最初は外装だけだったが、頭に満福商事の味噌を入れたことにより動くようになった。燃料は単三電池二本で、四チャンネルプロポ使用。出力150万馬力でマッハ2で空を飛び、目からは厚さ20cmの鉄板を切断するレーザーを出し、口からは火炎放射を吐くなど火力は非常に高いが、一度に全能力を使うと、すぐに電池（マンガン乾電池）切れになってしまうところが玉に瑕。頭で味噌煮込みも作れる。
ミニトコロJAPAN（隊長 声 - 所ジョージ）
所さんの頭の中に入る小さい所さんで、隊長と4名のパイロットで構成されており、所さんを動かしている。全身赤タイツ姿。IQは一人あたま55。
性能は5体揃って間抜けなうえに役に立たないことが多い。
隊長は良く寝ているが、その際隊員たちが「寝てどうするんですか！」と全員でつっこむのが定番。完全週休2日制。
長編では「1号」が隊長になり、5号が加わっている。艦長がおり、ウソを言っては1号のツッコミによって毎回ご臨終を迎えている。
ミニトコロUSA
所さんの頭の中に入る小さいアメリカンな所さんで、こちらもミニトコロJAPANと同じく隊長と4名のパイロットで構成されており、所さんを動かしている。サンダーバードの隊員風で統一されている。ハイテンションな「Mr.T」は「サンダージョージ その1」で殉職し、以降は双子の弟「Mr.G」が後任となる。彼も兄ほどではないがテンションは高い。
サンダーインディ
インディの頭の中に入る小さいインディで、隊長と2匹のパイロットで構成されており、インディを動かしている。体の色は、インディと違いオレンジ色である。

### 満福商事
満福太郎
声 - 愛河里花子
満福商事の会長。性格至って真面目。名前やチョコのラベルやダンスのナレーションから見て、日本人ではなく、韓国系か中国系列の人物と匂わす描写がある。片目がいつも驚いた目になっている。満福商事はチョコレートだけではなく食料品や生活用品。テレビ局なども掌握している。会社マークは前記、後記と変わっている。
チョコ以外の食料品などの商品は様々なキャッチセールスを狙っているが、売り上げが芳しくないことがDVDの解説に載っている。
だが、彼の真の姿はマンプクチョコで世界征服をたくらむ悪のDr.マーブル。口癖は「とってもマーブル」。
しかしチョコが好物の所さんによってマンプクチョコを買い占められてしまっていて、作戦を実行に移せない。所さんの顔を初めて見た際は「ナメた顔だ。」と評した。マーブルに変身時、服装はマーブルチョコレートの姿をしている。
悪役なのに悪に徹し切れておらず、ジョージマンより良識があったり、互いに悪口を言い合うと互いに傷つき、気に障ることを謝ってきた彼と共に「オレもゴメン」と素直に謝っている。自宅のすぐ近くに所さんの隠れ家があっても気づかないなど、どこか抜けている所がある。
所の奥様と幼馴染で、終盤はそのストーリーが描かれることになり、奥様を「キーちゃん」と呼んでいる。妻は登場しないが「ジュニア」という子供がいる。
最終週では幼馴染である所さんのおくさんにかつて万引きを強要したことが語られたが、なかなか謝れずにいた。そして火事の中、おくさんに「ゴメンネ」と書かれた手紙とチョコバーを渡して改めて謝罪し、家の花火で火傷した所家全員救助をした。その後は自身も現場から脱出するが、その際に燃料が切れて落下してしまい爆発に巻き込まれて生死不明となる。その後、満福商事の名も消えていった。
ジュニア
声 -立木文彦
満福太郎の息子。父親と同様片目が驚いた目になっている他、常に鼻水を垂らしている。所さんの娘に片思いをしており、アプローチしているがいつも失敗している。
最終週は、所さんの家の花火で火傷を負うも父親の満福太郎に救助される。しかし、その後父親と共に消息不明となる。
満福太郎の部下
声 - 立木文彦
満福商事で働く満福太郎の部下。容姿は、Dr.マーブルと同じ姿をしておりマーブルチョコレートを着用しているほか、片目も驚いた目となっている。
また姿は登場しないが、満福太郎の秘書らしき立場の部下もいる。

### その他
自販機
満福商事の自動販売機。両側面から伸びたアームで本体を引きずることで自動歩行が可能で、ルーレット機能を搭載している。インディと同様プラカードで会話する。自動販売機の分際で傲慢な態度が目立ち、のどの渇きで死にかけている所さんたちをお構いなしで通り過ぎようとしたり、彼らが飲むべきコーラを自分が飲みつくしたりしている。砂漠ではコーラ、南極ではラーメンを販売している。
ガスサーバー
満福商事の経営するガソリンスタンドのガスサーバー。自販機同様に両側面から伸びたアームで本体を引きずることで自動歩行が可能。強盗が盗んだ大金を所さんたちと山分けした時は、そのお金を代金するという自販機同様に嫌味な性格をしている。なお会話をする時は、腹部にある電光掲示板らしきもので話すという自販機とは異なる。致命的な不具合があり、一部しか置いていない。
ガスステーションにいた連続強盗犯
インディを人質に多額の身代金を要求する強盗犯。インディを救うべく交渉する所さんに向けて拳銃を発砲したが、何故か軽傷すら負わせるまでに至らなかった。後に自首し逮捕され実刑判決まで受けた。
ゴリラ
ヒポポタマスジャングルに生息するカイザーナックルゴリラ。息子、母、父の3匹が登場するが、全員が頭でっかちなゴリラであった(というより機械で操作しているゴリラもいた)。
ゴキブリ
所さんの家に生息するやけに巨大でリアルなゴキブリ。奥様を誤魔化すためにクワガタやセミなどに変装するが、失敗に終わった。数多く登場する生物の中でも極めてリアル。
コンドル（ハゲタカ）
崖に生息する首の長いブーメランコンドル。夫コンドルの浮気により、子供3羽を女手一つで育てている。TVと所さんを食べてしまう。食後は飛びながら巨大な排泄物を落とす。
コンドルのヒナ3羽
崖のコンドルの3羽のヒナ。バカみたいに上を向き、母親のエサを待っている。
チュウチュウガールズ
フィギュアにもなっている3人組のユニットで満福商事の「チュウチュウゼリー」のイメージキャラクター。性格は3人とも至ってにぎやかで、所さんにそっくりだが声は女性。趣味は「吸うこと」。
ランプの魔人
声 -　立木文彦
自動販売機で300円で買える魔人で、3つの願いをかなえてくれる。「ちょっと待って」や「だまらっしゃい」の願いまでかなえてしまう嫌な性格をしているが、インディがしゃべれるようにできるなど魔法は使える。満福商事に雇われているらしい。また、揚げ足取りが趣味で、悪質な手口で相手を騙すのも得意。
アルバート
声 -　鈴木史朗
地下秘密研究所で作られた、巨大なビジョンで所さんの執事。姿はなく声のみ。研究所の管理や出迎え、ジョージマンの変身など任されている。
神様
声 -　立木文彦
さよならインディの回に登場した天国の神様。不慮の事故で死んでしまったインディに3日の猶予を与えるなど度量が大きい。その反面、インディを本来死ぬべき似た名前の人間と間違え、再度無期限の寿命を与えて生き返らせるなど間抜けな面も見せる。
大仏
声 -　鈴木史朗　
30度傾いている首だけの大仏。トコキュウさんにとんちをふり、寝るときは目を開けて寝ている。前職はアナウンサーだったらしい。というより鈴木さんそのものであるとのこと。
西遊記では全身の姿。手首をジェット噴射で飛ばせるが、所ジョージ孫悟空よって長い名前を掌に書かれた事で生命線が消されてしまい、首が取れてしまった。
ネッシー
ネス湖に住むとされるネッシー。発見者には1000万ドルもの賞金が送られ、所さんとインディはその金目当てでネス湖まで行くも、実はインディが見つけたのはハリボテのネッシー。火を吐くことができ、首は360°回転できる。
所さんは前半は気づかなかったが、後半からそのハリボテであることを知る。しかし、それを逆に利用して金儲けに走る。そして報道陣を呼んでネッシーを本物だとでっちあげるが、最後はハリボテであることを報道陣(しかも生放送)の前で晒すという放送事故となった。

## メカニック
レーダースコープ
インディが第2話で使用したお菓子を探知するレーダー。反応すると音を鳴らし「お菓子発見」など探索物を知らせる。緊急時には自動で作動する。CGで作るのは苦労したらしい。
あったま良くなるマシーン
序盤で所さんが使用したマシン。椅子に座るとまずは強烈な電気を流し、続いて気絶してる間にタマネギの切り刻みやその他爆発物などを頭に流し入れ、花火はライターごと、ドリンク剤は中身を流し込んだ後ビンごと入れてしまうなどされ、所さんの頭の内部が爆発した後は、頭を冷やす水が入ったバケツに真っ逆さまに突っ込まれる。そして所さんが天才的なひらめきを呼び、様々なものを開発すしたり、ひらめいたりする。
グリグリ号
インディがよく乗っている、モグラ型屋内専用車で地下陸両用型。キャタピラーで走行する。先端から電流を発したり、アタッチメントが針やアイロンホルダーなど様々に変更できる。装填しているホーミングミサイルは費用が異常に高い。サンダーインディの回では色の違う2号機と3号機が登場した。
プリプリ号
TVがよく乗っているアヒル型屋内専用車で水陸両用型。通常は四輪駆動で走行するが、真下に足を伸ばして歩行も出来、取り外し可能で浮遊まで出来る。胸部にドライアイスを固定する回があった。装填しているホーミングミサイルの費用がやはり高い。
所さんの車その1、その2
所さんの愛車で、黄色い車と紺色の車の2種類がある。後期に多用しているのは紺色の方で、所さんやインディに加え、その間にTVが同乗する場合もある。高価な外車が2台もあるにも関わらず、所さんは更なる車を欲しがっている。
所さんのバイク
所さんの愛用バイク。サイドカーにインディが乗る場合もある。西遊記の回では排気量1200ccの筋斗雲として登場。
タイムマシーン
時間航行器。100万年単位で過去と未来の行き来が可能。ただし物など（装着品を除き）無機物の航行は不可。
クローンマシーン
所さんが仕事をしたくない理由で作ったマシンで「クローン所」が誕生する。
メカ所の手術台
脳がなく、横たわっているだけだったメカ所の可動式のストレッチャー。周りの装置は単なる飾り。
ロケット
自動航行機能付きのロケット。最初は研究所のセットの天井に穴を開けなかったので飛ぶことが出来なかった。生命維持装置付だが、水星では呼吸器無しではいけなかった。
火星にあった記念撮影パネル
所さんが何を勘違いしたのか、宇宙人はいると信じて火星に旅立つが、火星を訪れて着地したエリアにあったのは顔出し看板のパネル。火星人は実際にはいないらしい。誰が解説のカセットテープを録音し、看板を設置したのかは一切不明。
スケスケ2001
飲むと一定時間(秒単位)透明になれる薬。用量が定められており、中の薬の量が無くなるとその後新しく服用しても効果自体も無くなる。

## セット
- 月曜日：ポスターの中（前半） → 音楽スタジオの机の上（後半）
- 火曜日：所さんの頭の中（前半） → 満福ビル（後半）
- 水曜日：サーキットゲームの中（前半） → アーケードゲーム(後半）
- 木曜日：研究室の中（前半） → 新研究室の中（後半）
- 金曜日：所さんの中（BGMともに実写の背景にてパラパラ → セット内でダンス → 愛の○○→ダイエット → Dr.マーブル → 打ち止め（パチンコ）…と数週間ごとに変わっていく。）

## スタッフ
- 原作・監督 - 今吉将之
- エピソードディレクター - 千田宏、香川豊、亀井隆
- 脚本 - 妹尾匡夫、遠藤敬、千葉健作、太田潤史
- デザイナーチーフ - 島村大輔
- アニメーションスーパーバイザー -岡本稔、 佐藤智之、伊藤広治
- CGスーパーバイザー - 松田信二
- モデリングスーパーバイザー - 杉江民哉
- 音楽 - 井上鑑、大谷幸
- 音響監督 - 鶴岡陽太、笠松広司
- 制作担当 - 矢追孝男、福留明日香、宮崎智康
- ラインプロデューサー - 馬場宏子
- アシスタントプロデューサー - 向山心子
- アソシエイトプロデューサー - 稲田清人 (VAP)
- プロデューサー - 山下洋（日本テレビ）、塩田周三（ポリゴン・ ピクチュアズ）、大島満（バップ）、藤田尚史（T.V.CLUB）
- アニメーション制作 - ポリゴン・ピクチュアズ
- 企画制作 - 日本テレビ、博報堂、T.V.CLUB
- 製作著作 - バップ

## テーマ曲
「旅の犬」
作詞・作曲・歌 - 所ジョージ / 編曲 - 井上鑑
- （2000年10月3日 - 2001年3月31日）※#109、#111 - #114では未使用

「チョコレートを買いに」
作詞・作曲・歌 - 所ジョージ / 編曲 - 大谷幸
- （2001年4月17日 - 2001年9月29日）※#236 - #239、#241 - #244では未使用

## 挿入歌
「泳げたいやき屋のおじさん」（ヒトマカセヴァージョン）　
作詞・作曲・歌 - 所ジョージ / 編曲 - 井上鑑
- アルバム「洗濯脱水」収録曲のパラパラヴァージョン

「スーパーショット」
作詞・作曲・歌 - 所ジョージ / 編曲 - 井上鑑
「そんじゃまあコンチワッス」
作詞・作曲・歌 - 所ジョージ / 編曲 - 井上鑑
- OPテーマ「旅の犬」のカップリング曲。

「魚釣りとYシャツのボタン」
作詞・作曲・歌 - 所ジョージ
「いつかは販売機」
作詞・作曲・歌 - 所ジョージ
「ずっと ずっと」
作詞・作曲・歌 - 所ジョージ / 編曲 - 井上鑑
- シングル「ラクダの商人」のカップリング曲。

## 各話リスト
| 1  | インディのしつけ その1       | 63  | 崖 その4                         | 125 | 愛極拳                            | 187 | クッキング その2                  |
| 2  | お菓子                       | 64  | ロケット その4                   | 126 | サンダージョージ その1            | 188 | トコキュウさん その2              |
| 3  | 砂漠 その1                   | 65  | スペース所でフィーバー           | 127 | カレー店 その1                    | 189 | 秘密工場 その2                    |
| 4  | 地下室                       | 66  | 車追いかけっこ その1             | 128 | 魔法のランプ その1                | 190 | 舞え! DR.マーブル                 |
| 5  | 机でパラパラ                 | 67  | 『奥様は、、、』の巻             | 129 | ジョージマン その1                | 191 | ミニトコロ その3                  |
| 6  | インディのしつけ その2       | 68  | ジャングル その1                 | 130 | お風呂でエアロビダイエット        | 192 | ホラー館 その1                    |
| 7  | お仕置き                     | 69  | タイムマシーン                   | 131 | サンダージョージ その2            | 193 | トコキュウさん その3              |
| 8  | 砂漠 その2                   | 70  | チュウチュウガールズでフィーバー | 132 | カレー店 その2                    | 194 | めぐり会い編 その1                |
| 9  | クローン その1               | 71  | 車追いかけっこ その2             | 133 | 魔法のランプ その2                | 195 | One for マーブル マーブル for one |
| 10 | ボールとパラパラ             | 72  | 『恐るべし』の巻                 | 134 | ジョージマン その2                | 196 | ミニトコロ その4                  |
| 11 | インディのしつけ その3       | 73  | ジャングル その2                 | 135 | 浴場ダイエット                    | 197 | ホラー館 その2                    |
| 12 | カレー その1                 | 74  | 旧石器 その1                     | 136 | サンダージョージ その3            | 198 | トコキュウさん その4              |
| 13 | 砂漠 その3                   | 75  | サンバでフィーバー               | 137 | カレー店 その3                    | 199 | めぐり会い編 その2                |
| 14 | クローン その2               | 76  | 車追いかけっこ その3             | 138 | 魔法のランプ その3                | 200 | マブイゼ! DR.マーブル             |
| 15 | スロットとパラパラ           | 77  | 『捕獲大作戦』の巻               | 139 | ジョージマン その3                | 201 | ミニトコロプロダクション その1    |
| 16 | インディのしつけ その4       | 78  | ジャングル その3                 | 140 | 夜のダイエット                    | 202 | ホラー館 その3                    |
| 17 | カレー その2                 | 79  | 旧石器 その2                     | 141 | サンダージョージ その4            | 203 | 西遊記 その1                      |
| 18 | 砂漠 その4                   | 80  | 田吾作でフィーバー               | 142 | カレー店 その4                    | 204 | Jr.登場                           |
| 19 | クローン その3               | 81  | 車追いかけっこ その4             | 143 | 魔法のランプ その4                | 205 | 翔け! DR.マーブル                 |
| 20 | ハロウィンにパラパラ         | 82  | 『改造』の巻                     | 144 | ジョージマン その4                | 206 | ミニトコロプロダクション その2    |
| 21 | おしかり                     | 83  | ジャングル その3                 | 145 | Shall we ダイエット?              | 207 | ホラー館 その4                    |
| 22 | お目覚め                     | 84  | 旧石器 その3                     | 146 | サンダージョージ その5            | 208 | 西遊記 その2                      |
| 23 | ゴルフ その1                 | 85  | 原始でフィーバー                 | 147 | 続･リビング その1                 | 209 | Jr.の告白                         |
| 24 | クローン その4               | 86  | 飛行機 その1                     | 148 | 続･牢屋 その1                     | 210 | 亜細亜的打止遊戯                  |
| 25 | さんまDEパラパラ             | 87  | 『悲しき父』の巻                 | 149 | ジョージマン その5                | 211 | ミニトコロラジオ その1            |
| 26 | 散歩 その1                   | 88  | 牢屋 その1                       | 150 | 湯けむりダイエット                | 212 | ボウリング場 その1                |
| 27 | テレフォンショッピング その1 | 89  | 透明人間 その1                   | 151 | サンダージョージ その6            | 213 | 西遊記 その3                      |
| 28 | ゴルフ その2                 | 90  | 愛の太極拳                       | 152 | 続･リビング その2                 | 214 | 学校 その1                        |
| 29 | メカトコロ その1             | 91  | 飛行機 その2                     | 153 | 続･牢屋 その2                     | 215 | 打ち止めサマー                    |
| 30 | 本もパラパラ                 | 92  | 『バレンタイン』の巻             | 154 | ジョージマン その6                | 216 | ミニトコロラジオ その2            |
| 31 | 散歩 その2                   | 93  | 牢屋 その2                       | 155 | 健康ダイエット外伝                | 217 | ボウリング場 その2                |
| 32 | テレフォンショッピング その2 | 94  | 透明人間 その2                   | 156 | サンダージョージ その7            | 218 | 西遊記 その4                      |
| 33 | ゴルフ その3                 | 95  | 愛の伝導指圧                     | 157 | 続･リビング その3                 | 219 | 学校 その2                        |
| 34 | メカトコロ その2             | 96  | 漂流 その1                       | 158 | 続･牢屋 その3                     | 220 | 打ち止めの宴                      |
| 35 | 酒の肴にパラパラ             | 97  | 『こどものギモン』の巻           | 159 | ジョージマン その7                | 221 | ビバ! 水中バレエ団 その1          |
| 36 | 散歩 その3                   | 98  | 南極 その1                       | 160 | 和式ダイエット                    | 222 | 占いの館 その1                    |
| 37 | トイレ その1                 | 99  | 未来 その1                       | 161 | サンダーインディ その1            | 223 | 忍者 その1                        |
| 38 | ゴルフ その4                 | 100 | 愛の満漢全席                     | 162 | トランプ その1                    | 224 | 決戦前夜                          |
| 39 | メカトコロ その3             | 101 | 無人島 その1                     | 163 | ネッシー その1                    | 225 | 踊る! 打ち止めモード              |
| 40 | 後ろでこっそりパラパラ       | 102 | 『修羅場』の巻                   | 164 | Dr.マーブル登場                   | 226 | ビバ! 水中バレエ団 その2          |
| 41 | 散歩 その4                   | 103 | 南極 その2                       | 165 | 家族でダイエット 純情編           | 227 | 占いの館 その2                    |
| 42 | トイレ その2                 | 104 | 未来 その2                       | 166 | サンダーインディ その2            | 228 | 忍者 その2                        |
| 43 | ゴルフ その5                 | 105 | 愛のジークンドー                 | 167 | トランプ その2                    | 229 | 開戦                              |
| 44 | メカトコロ その4             | 106 | 無人島 その2                     | 168 | ネッシー その2                    | 230 | 打ち止め放題                      |
| 45 | アフロでフィーバー           | 107 | 『家族ウォーズ』の巻             | 169 | 運命の出会い                      | 231 | ビバ! 水中バレエ団 その3          |
| 46 | ガソリンスタンド その1       | 108 | 南極 その3                       | 170 | Dr.マーブルヒストリー             | 232 | 占いの館 その3                    |
| 47 | 『初登場』の巻               | 109 | さよならインディ その1           | 171 | サンダーインディ その3            | 233 | 忍者 その3                        |
| 48 | 崖 その1                     | 110 | 愛のタイマン                     | 172 | テレビショッピング その1          | 234 | 闘いの果てに                      |
| 49 | ロケット その1               | 111 | さよならインディ その2           | 173 | ネッシー その3                    | 235 | 乱れ打ち止め                      |
| 50 | チャイナでフィーバー         | 112 | さよならインディ その3           | 174 | ジョージマン VS Dr.マーブル その1 | 236 | レジェンド その1                  |
| 51 | ガソリンスタンド その2       | 113 | さよならインディ その4           | 175 | 忍び寄るDr.マーブルの影           | 237 | レジェンド その2                  |
| 52 | 『怪盗TV』の巻               | 114 | さよならインディ その5           | 176 | サンダーインディ その4            | 238 | レジェンド その3                  |
| 53 | 崖 その2                     | 115 | 愛の笑拳                         | 177 | テレビショッピング その2          | 239 | レジェンド その4                  |
| 54 | ロケット その2               | 116 | 艦長の死                         | 178 | ネッシー その4                    | 240 | 打ち止め祭り                      |
| 55 | メカトコロでフィーバー       | 117 | 決意                             | 179 | ジョージマン VS Dr.マーブル その2 | 241 | レジェンド その5                  |
| 56 | ガソリンスタンド その3       | 118 | 脱出                             | 180 | 踊る! Dr.マーブル                 | 242 | レジェンド その6                  |
| 57 | 『イヌとネコ』の巻           | 119 | 惜別                             | 181 | ミニトコロ その1                  | 243 | レジェンド その7                  |
| 58 | 崖 その3                     | 120 | 指圧の心は妻心                   | 182 | クッキング その1                  | 244 | レジェンド その8                  |
| 59 | ロケット その3               | 121 | 師弟愛                           | 183 | トコキュウさん その1              | 245 | オールスター打ち止め              |
| 60 | クローンでフィーバー         | 122 | 友情                             | 184 | 秘密工場 その1                    | -   | -                                 |
| 61 | ガソリンスタンド その4       | 123 | 甘い罠                           | 185 | 出動! DR.マーブル                 | -   | -                                 |
| 62 | 『バトル』の巻               | 124 | 永遠に                           | 186 | ミニトコロ その2                  | -   | -                                 |

## 関連商品

### ビデオ・DVD
収録の順番は各話バラバラで曜日の回を4回流し、合間に金曜日の踊りを2回、計4話収録している。「メカ所その4」や「ジョージマンその6」はエピソードの展開上、順番通りではなく先行で収録された。
- デジタル所さん
  1. インディのしつけ
  2. お散歩
  3. 追いかけっこ
  4. バトル
  5. さよならインディ
  6. 永遠に
  7. サンダージョージ
  8. ジョージマンVS Dr．マーブル
  9. トコきゅうさん
  10. Jr登場
  11. 西遊記
  12. 満福伝記

### サウンドトラック
- デジタル所さん オリジナルサウンドトラック〜電脳音楽集
- デジタル所さん オリジナルサウンドトラック〜電脳音楽集弐
- 旅の犬（前期のテーマソング「旅の犬」と挿入歌の「そんじゃまぁコンチワッス」を収録したマキシシングル）

### その他の関連商品
- 所さんの大富豪（コナミ、プレイステーション用ゲームソフト）
- レンズつきフィルム
- 携帯ストラップ・シャープペン・ボールペン
- ソフビ頭なぬいぐるみ
- デジタル所さん ベンダブルフィギュア付きストラップ
- ほかに車用のクリーナーもある。

## 受賞歴
- 29th The Annie Awards for Best Animated Short Subject ノミネート（2001年）
- 34th US International Film and Video Festival GOLD CAMERA AWARD 受賞（2000年）
- 2000 New York Festival FINALIST AWARD 受賞（2000年）
- 平成13年度 文化庁メディア芸術祭 審査委員会推薦作品（2001年）
- WORLD WIDE THEATER CG carnival 2002 出展（2002年）

海外での作品名は「Mr.Digital Tokoro」。